# Denny (Szkocja)
Denny (gael. An Daingneach) – miasto w środkowej Szkocji, w jednostce administracyjnej (council area) Falkirk, położone na południowym brzegu rzeki Carron, naprzeciw wsi Dunipace. W 2011 roku liczyło 7933 mieszkańców.
Historycznie w hrabstwie Stirlingshire, miasto położone było przy głównej drodze łączącej Glasgow ze Stirling. W XVIII wieku rozwinął się tu przemysł włókienniczy (wyroby z wełny i kaliko), a w XIX wieku – papierniczy, wydobywczy (węgiel i żelazo), hutniczy, maszynowy oraz chemiczny. W XX wieku nastąpiła zapaść przemysłu. W latach 1858–1965 do miasta prowadziła linia kolejowa.
Miasto otoczone jest przez autostrady M80 na zachodzie, M876 na południu oraz M9 na północnym wschodzie, wybudowane w latach 1968–1980.